# Pijako
Pijako (ペラップ Perap dans les versions originales en japonais) est un Pokémon.

## Création

### Conception graphique
Pijako ressemble à un perroquet. Sa tête a la forme d'une note de musique, et même plus particulièrement d'une croche, et sa queue peut être interprétée comme l'aiguille d'un métronome qu'il balance d'ailleurs pour « garder le rythme » à la manière de ce dernier objet.

### Étymologie
Aucune étymologie officielle n'a encore été donnée. Toutefois, plusieurs sites de fans spéculent sur le nom donné dans chaque langue.
En ce qui concerne le nom français, "Pijako", il serait issu du mot "piano" ou "pie", évoquant soit son côté musical, soit son côté volatile, accompagné d'une déformation du mot Jacquot, nom souvent donné aux perroquets.

## Description
Numéro 441 du Pokédex National, ou 102 du Pokédex de sa région d'origine, Sinnoh, Pijako possède des capacités similaires à celles des perroquets, dont il est en partie inspiré. Tout comme cet animal réel, le Pokémon Note Musique peut apprendre quelques mots et imiter le langage humain, ce qui est possible car sa langue est comparable à celle d'un être humain. Pijako peut utiliser sa faculté de reproduction de sons pour tromper ses ennemis afin de leur échapper en leur faisant croire qu'il est des leurs. Enfin, si un Pijako apprends un son particulier, il peut l'enseigner à tout un groupe d'autres Pokémon de la même espèce. Ce dernier fait est d'ailleurs illustré par la capacité Babil, qu'il est le seul Pokémon à pouvoir apprendre : cette attaque, lorsqu'elle est utilisée hors-combat, permet à Pijako de changer son cri en celui que le joueur dicte grâce au microphone intégré à la Nintendo DS.

## Apparitions

### Jeux vidéo
Pijako apparaît pour la première fois dans Pokémon Diamant et Perle.
Il acquiert une grande importance dans le jeu Pokémon : Donjon Mystère - Explorateurs du Temps et de l'Ombre, où il est l'assistant du Maître de la Guilde, Grodoudou.
À l'état sauvage, Pijako est aussi présent dans les jeux Pokémon Noir 2 et Blanc 2, Pokémon X et Y et Pokémon Rubis Oméga et Saphir Alpha pour la série principale.
Un t-shirt à l'effigie du Pokémon no 441 est disponible dans Pokémon Lune, malgré le fait que Pijako ne soit pas trouvable dans le jeu.

#### Interdiction lors des tournois
Lors de plusieurs[Combien ?] compétitions officielles de cinquième génération[réf. nécessaire] en ligne, comme l'Autumn Friendly de 2012 ou le Global Showdown de 2013, Pijako a été interdit. La raison de cette interdiction serait[réf. nécessaire] le fait que son attaque Babil pouvait être utilisée pour propager des insultes enregistrées vocalement aux autres participants. Depuis la sixième génération[réf. nécessaire], le fonctionnement de l'attaque a été modifié et ne permet plus d'enregistrer sa voix.

### Série télévisée et films
Un Pijako apparaît au début de Pokémon Ranger et le Temple des mers, et appartient à l'un des principaux antagonistes, appelé Fantôme. Le film étant sorti deux mois avant les versions de quatrième génération, Pijako est alors un ambassadeur de cette dernière. En ce qui concerne l'univers filmique de Pokémon, il est possible de retrouver Pijako dans Arceus et le Joyau de la vie puis dans Diancie et le Cocon de l'annihilation. Il apparaît également dans une adaptation animée du jeu Pokémon : Donjon Mystère - Explorateurs du Temps et de l'Ombre où il garde son rôle d'assistant de Grodoudou.
En ce qui concerne la série télévisée, le Pokémon Note Musique apparaît dans huit épisodes dont un spécial : L'aventure sur l'île de Pikachu. Lors de sa première apparition en français, n'ayant pas encore de nom traduit en français, il est appelé par son nom anglais Chatot[réf. nécessaire].

### Dans les mangas
Pijako apparaît dans deux[réf. nécessaire] mangas : Pokémon Adventures et Pocket Monsters DP.

### Dans le jeu de cartes
Pijako apparaît dans le jeu de cartes à collectionner dès l'extension Promo Black Star DP. Une carte à son effigie a ensuite été créée pour dix autres extensions[réf. nécessaire]. Pijako y est toujours de type incolore, faible au type Électrique et résistant au type Combat, et un Pokémon de base puisqu'il ne peut pas évoluer. La description du Pokémon, située au bas de la carte, reprend celle du Pokédex de Pokémon Version Diamant et Pokémon Version Platine.

## Réception

### Pokémon Chatty Yellow
En février 2017[Quand ?], Twitch Plays Pokémon propose sur la plateforme de streaming Twitch une nouvelle édition de son concept. Cette fois-ci, les utilisateurs sont conviés à jouer à une version modifiée de Pokémon Jaune appelée Pokémon Chatty Yellow. Ici, le Pokémon suiveur n'est plus Pikachu mais Pijako, qui répète à l'aide d'une voix numérique des messages de la messagerie instantanée. Ce Pijako implémenté dans le jeu possède aussi une attaque inédite en première génération : Babil, qui ne peut lui être retirée.

### Pijako sur l'Internetfrançais
Étant donné[réf. nécessaire] sa faculté de parole, Pijako est parfois associé au langage ou à la communication sur certains sites. Par exemple, nous le retrouvons comme mascotte du forum de Poképédia. Nous notons aussi l'utilisation du Pokémon Note Musique, dans sa version chromatique, comme mascotte du vidéaste Sneaze.